# Свініца
Свініца (рум. Svinița) — комуна у повіті Мехедінць в Румунії. До складу комуни входить єдине село Свініца.
Комуна розташована на відстані 316 км на захід від Бухареста, 46 км на захід від Дробета-Турну-Северина, 137 км на захід від Крайови.

## Населення
За даними перепису населення 2002 року у комуні проживали 1132 особи.
Національний склад населення комуни:
| Національність | Кількість осіб | Відсоток |
| -------------- | -------------- | -------- |
| серби          | 988            | 87,3 %   |
| румуни         | 119            | 10,5 %   |
| цигани         | 20             | 1,8 %    |
| чехи           | 3              | 0,3 %    |
| угорці         | 2              | 0,2 %    |

Рідною мовою назвали:
| Мова       | Кількість осіб | Відсоток |
| ---------- | -------------- | -------- |
| сербська   | 987            | 87,2 %   |
| румунська  | 119            | 10,5 %   |
| циганська  | 20             | 1,8 %    |
| чеська     | 3              | 0,3 %    |
| угорська   | 2              | 0,2 %    |
| українська | 1              | 0,1 %    |

Склад населення комуни за віросповіданням:
| Релігія       | Кількість осіб | Відсоток |
| ------------- | -------------- | -------- |
| старообрядці  | 1047           | 92,5 %   |
| православні   | 74             | 6,5 %    |
| римо-католики | 5              | 0,4 %    |
| п'ятдесятники | 2              | 0,2 %    |
| баптисти      | 2              | 0,2 %    |
| адвентисти    | 1              | 0,1 %    |
| атеїсти       | 1              | 0,1 %    |